# Spotnet
Spotnet is een programma voor het downloaden uit nieuwsgroepen. Met het programma kan men zoeken naar bestanden op Usenet door middel van spots. Een spot is niets meer dan iets wat een andere gebruiker op Usenet heeft gevonden. Of dit door de gebruiker zelf is geüpload, is de eigen verantwoordelijkheid van de gebruiker. Spotnet kan daarnaast ook meteen het NZB-bestand genereren. Hierna kan met Spotnet het bestand ook worden gedownload. 

## Geschiedenis
Spotnet werd ontwikkeld door een anoniem gebleven auteur en is sinds juli 2010 beschikbaar. Spotnet werd populair nadat bekend was geworden dat het programma FTD moest worden stopgezet van stichting BREIN. Spotnet werkt in tegenstelling tot FTD niet met één centrale database maar host de database op Usenet.
In december 2011 publiceerde Google dat Spotnet de snelst stijgende zoekterm van 2011 was.

## Gebruik door stichting BREIN
Sinds 2012 wordt Spotnet gebruikt door stichting BREIN om populaire posts op te sporen en zo deze bestanden offline te halen.
Daardoor gaan grote nieuwsposters over naar het gebruik van versleutelde links.

## Clients
- Spotnet (.NET)[6]
- Spotlite (C)[7]
- Spotweb (PHP)[8]
- µSpotted (.NET)
- SpotGrit (.NET)
- Django-Spotnet (Python, Django)[9]
- Spotsharp (.NET)